# Mikio Sato
Mikio Satō (japanska: 佐藤 幹夫, Satō Mikio), född 18 april 1928 i Tokyo, död 9 januari 2023 i Kyoto, var en japansk matematiker känd för att ha skapat algebraisk analys. Satō studerade matematik vid Tokyos universitet under Shokichi Iyanaga och fysik under Shinichiro Tomonaga.
Sato har gjort bidrag till matematiken bland annat i form av Bernstein-Sato-polynom och hyperfunktioner, som från början var en generalisering av distributionsteori, men som kopplades ihop med lokal kohomologi och senare ledde till utvecklingen av mikrofunktioner. Han har även arbetat med Grassmannmångfalder. 2003 fick han Wolfpriset i matematik.